# Peribatodes millierata
Peribatodes millierata är en fjärilsart som beskrevs av Carl Freiherr von Gumppenberg 1892. Peribatodes millierata ingår i släktet Peribatodes och familjen mätare. Inga underarter finns listade i Catalogue of Life.